# Lothar Sippel
Lothar Sippel (Gottinga, 9 maggio 1965) è un allenatore di calcio ed ex calciatore tedesco, di ruolo centrocampista o attaccante.